# Wegweiser (Kronburg)

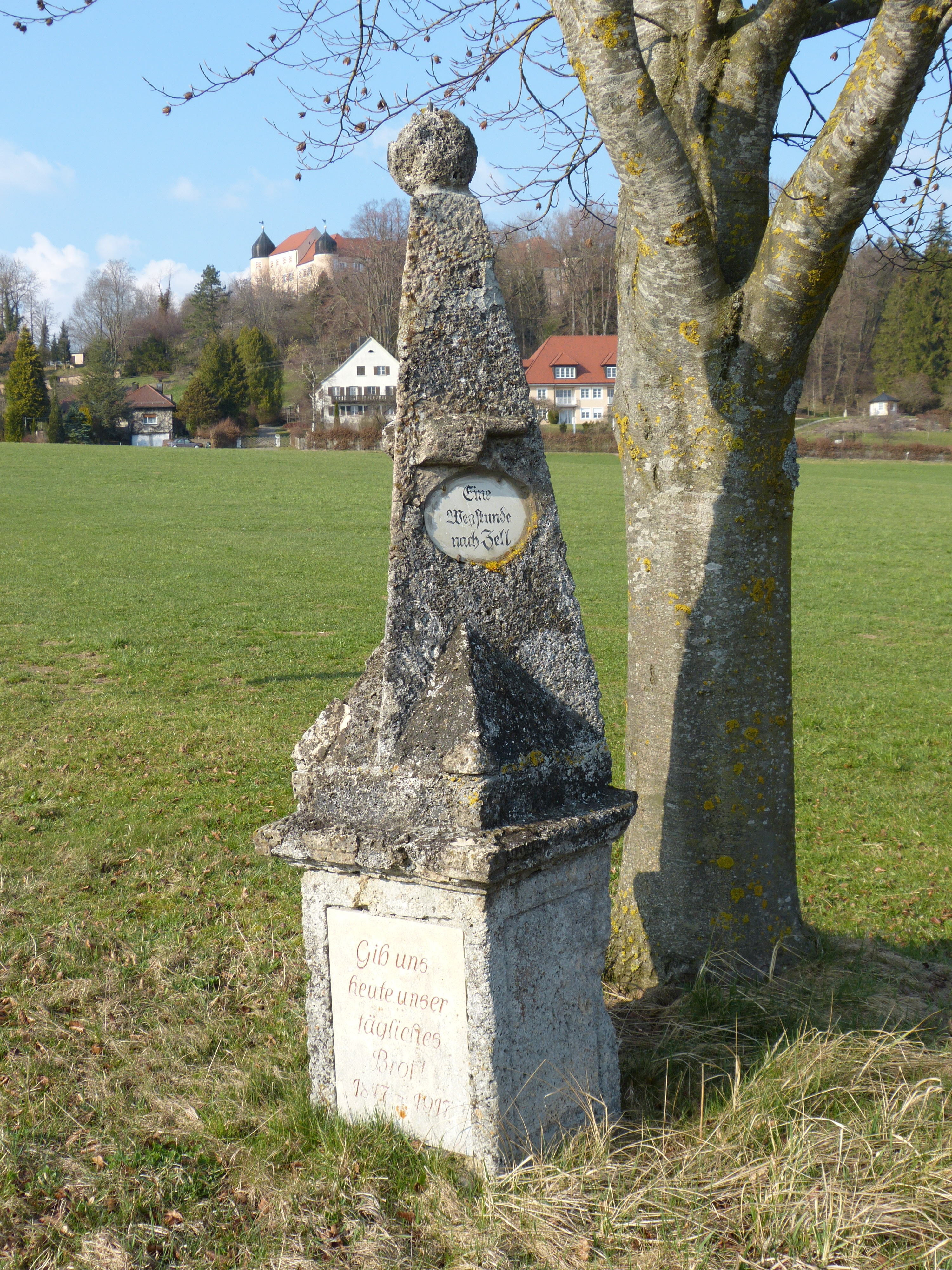
Wegweiser, südlich von Kronburg mit der Inschrift Richtung Zell, 18. Jahrhundert

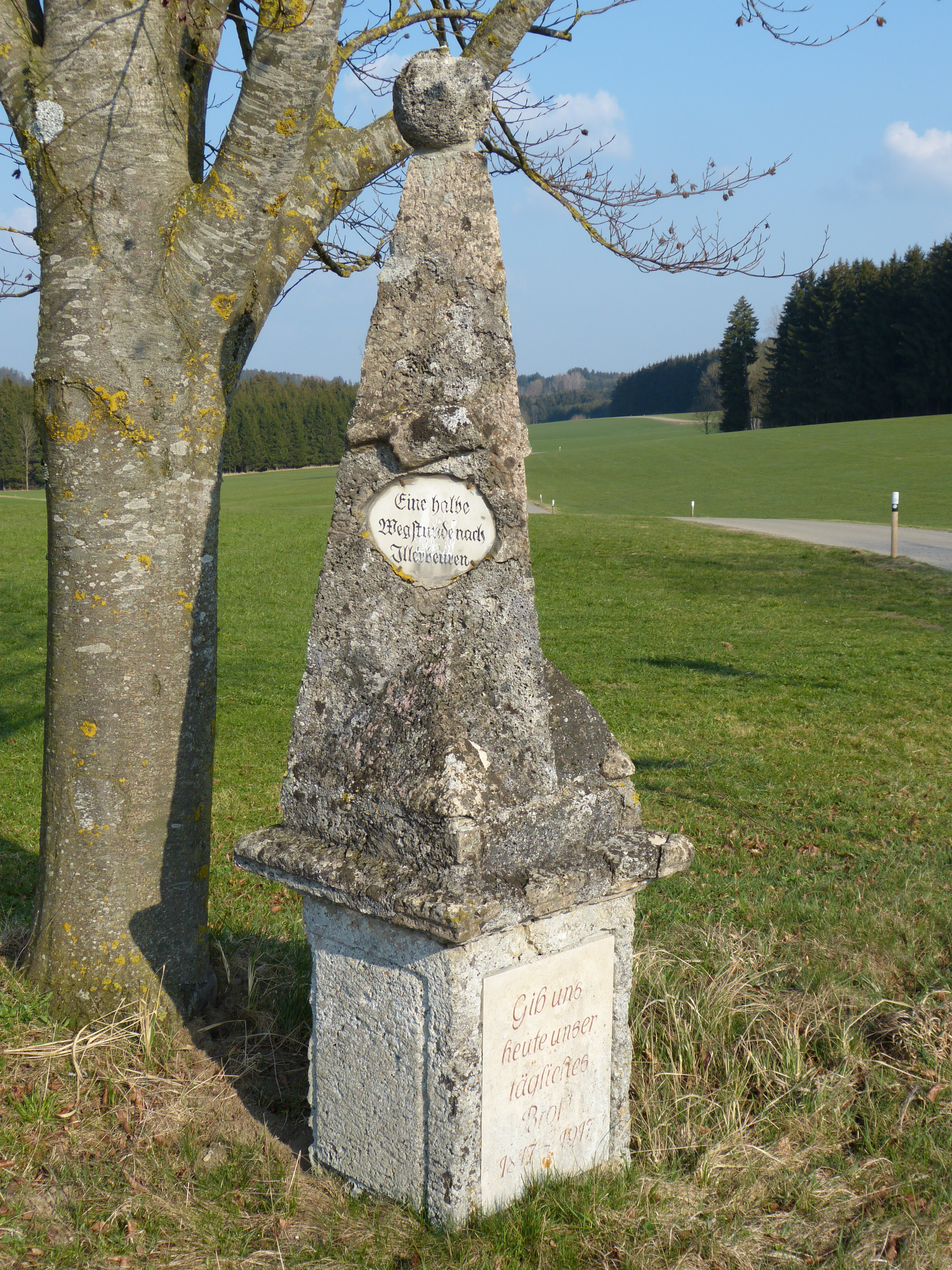
Wegweiser, mit der Inschrift nach Illerbeuren

Südlich von Kronburg, im Landkreis Unterallgäu (Bayern), befindet sich der im 18. Jahrhundert errichtete Wegweiser. Der denkmalgeschützte Wegweiser aus Tuffstein hat einen vierseitigen Sockel, auf dem ein dreiseitiger Obelisk steht. An zwei Seiten sind weisende Hände über querovalen Öffnungen angebracht. Die Öffnung auf der Südseite enthält die Inschrift „Eine Wegstunde nach Zell“, auf der anderen Seite ist „Eine halbe Wegstunde nach Illerbeuren“ zu lesen. Am viereckigen Sockel ist eine rechteckige Inschriftentafel mit der Inschrift: „Gib uns heute unser tägliches Brot 1817–1917“ eingesetzt.